# Slaughter Beach
Slaughter Beach é uma vila localizada no estado americano de Delaware, no condado de Sussex.

## Geografia
De acordo com o United States Census Bureau, a vila tem uma área de 3,6 km², onde 3,5 km² estão cobertos por terra e 0,1 km² por água.

### Localidades na vizinhança
O diagrama seguinte representa as localidades num raio de 24 km ao redor de Slaughter Beach.

## Demografia
Segundo o censo nacional de 2010, a sua população é de 207 habitantes e sua densidade populacional é de 58,8 hab/km². Possui 246 residências, que resulta em uma densidade de 69,8 residências/km².